# Фабијан Руиз
Фабијан Руиз Пења (шп. Fabián Ruiz Peña; Лос Паласиос и Виљафранка, 3. април 1996) професионални је шпански фудбалер који тренутно игра у француској Лиги 1 за Пари Сен Жермен и репрезентацију Шпаније на средини терена.

## Највећи успеси

### Клупски
Бетис
- Ла Лига 2 (1) : 2014/15.

Наполи
- Куп Италије (1) : 2019/20.

Пари Сен Жермен
- Лига 1 (3) : 2022/23, 2023/24, 2024/25.
- Куп Француске (2) : 2023/24, 2024/25.
- Суперкуп Француске (2) : 2023, 2024.
- Лига шампиона (1) : 2024/25.
- УЕФА суперкуп (1) : 2025.
- Светско клупско првенство : финалиста 2025.

### Репрезентативни
Шпанија
- Европско првенство (1):  2024.[1]
- УЕФА Лига нација (1) :  2022/23.

Шпанија до 21
- Европско првенство до 21 године (1) :  2019.